# Weidenpalisade

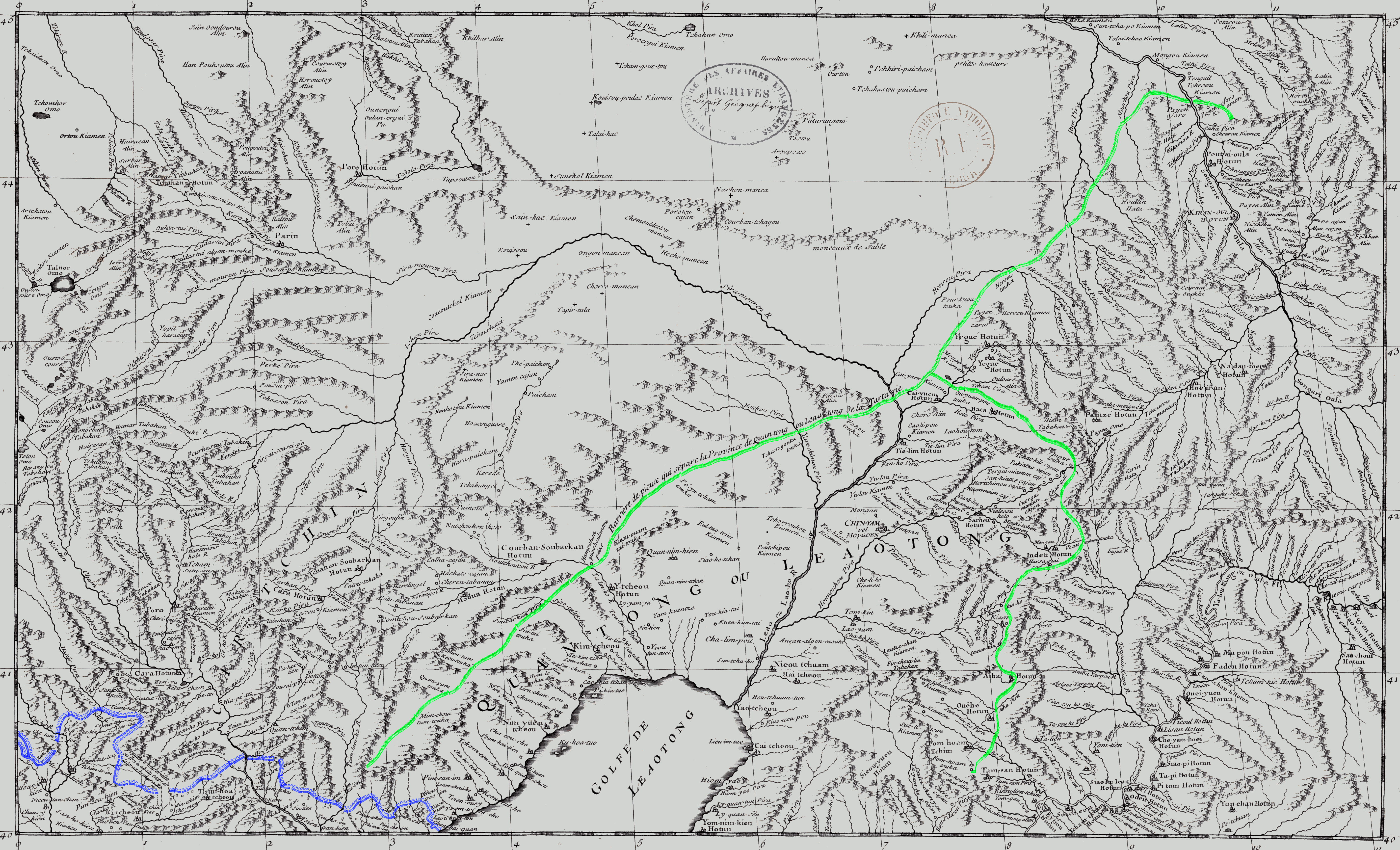
Karte der „Tartarei“ von 1737 von D’Anville mit Weidenpalisade grün hervorgehoben

Die Weidenpalisade (chinesisch 柳條邊 / 柳条边, Pinyin Liǔtiáo Biān – wörtlich „Flechtweidengrenze“, in älterer Literatur auch „Weidenzweiggrenze“, mandschurisch ᡳᡵᡝᡤᡝᠨ ᠵᠠᠰᡝ, Biregen Jase) war eine Befestigungsanlage aus Böschungen und Gräben, die dem Schutz der Mandschurei diente. Ihren Namen erhielt sie, weil weite Sektionen mit einem Gebück aus Weiden bepflanzt waren. Angelegt wurde sie von Mitte bis Ende des 17. Jahrhunderts durch die Qing-Dynastie, die nach der erfolgreichen Eroberung Chinas von den Ming chinesische Wanderungsbewegungen in ihr ursprüngliches Heimatgebiet einschränken wollte.

## Lage
Die Weidenpalisade wird in zwei Hauptbestandteile und drei Sektionen untergliedert: Die Innere Weidenpalisade (auch 老邊,  lǎobiān – „Alter Wall“) von insgesamt etwa 800 km Länge wird von einer westlichen und einer östlichen Sektion gebildet: die westliche Sektion verläuft von der Hügelregion nördlich der chinesischen Mauer (die das Innere China abgrenzt) nordöstlich bis in den Norden der Stadt Kaiyuan, wo sie in die nördliche und östliche Sektion übergeht. Der östliche Abschnitt verläuft südöstlich und südlich bis in die Küstenregion des Gelben Meers, wo er ungefähr bei Fengcheng endete. Der östliche Abschnitt bildete früher auch eine wichtige Abgrenzung zum Einflussgebiet von Joseon (die heutige Staatsgrenze zu Nordkorea bildet der Grenzfluss Yalu, im Osten nicht weit entfernt der Palisadenlinie). Damit umschloss die Weidenpalisade großzügig die Liaodong-Halbinsel sowie das Gebiet, das Liaodong mit Peking verband – die heutige Provinz Liaoning entspricht vom Grundriss her etwa diesem Gebiet. Die Äußere Weidenpalisade (auch 新邊,  xīnbiān – „Neuer Wall“) wiederum begann am nördlichsten Punkt der Inneren Weidenpalisade und setzte die westliche Palisade ungefähr 240 km weiter nach Nordosten fort, kreuzte den Songhua Jiang und endete bald darauf nahe dem Ort Shulan.

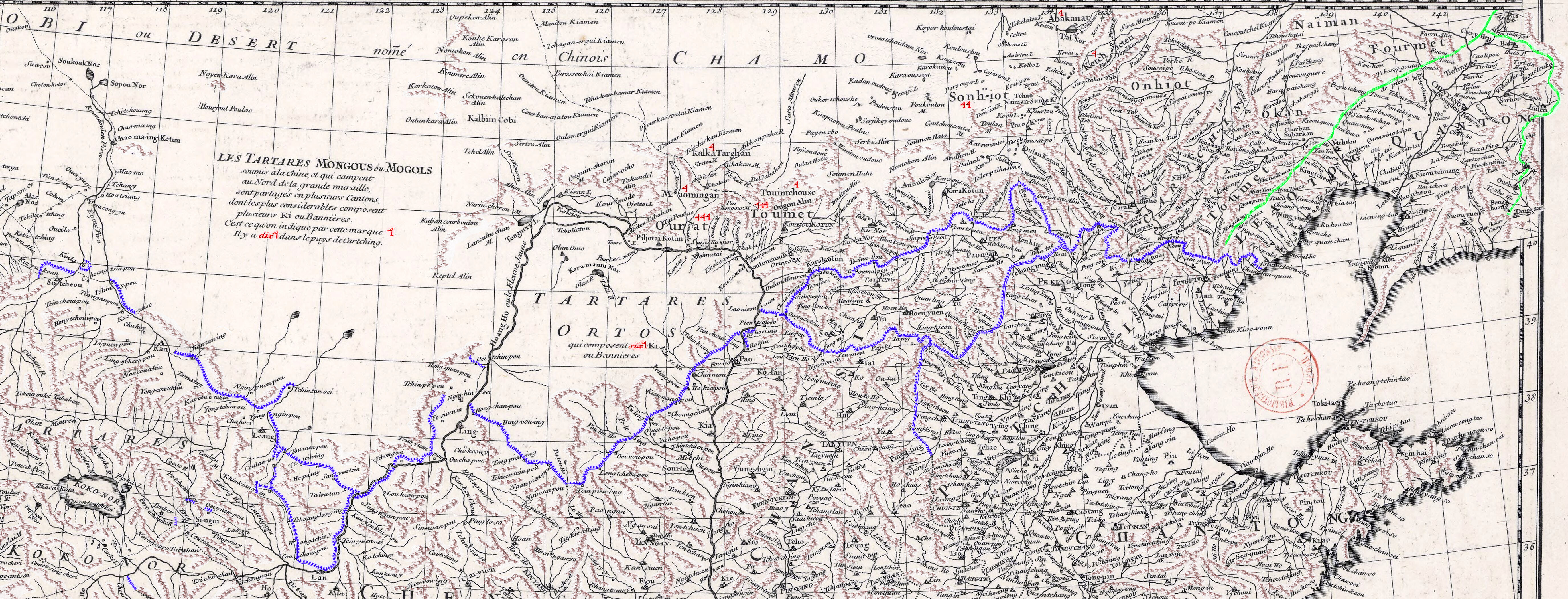
Befestigungssystem Chinas in einer Karte von 1730, Große Mauer in blau, Innere Weidenpalisade im Nordosten in grün

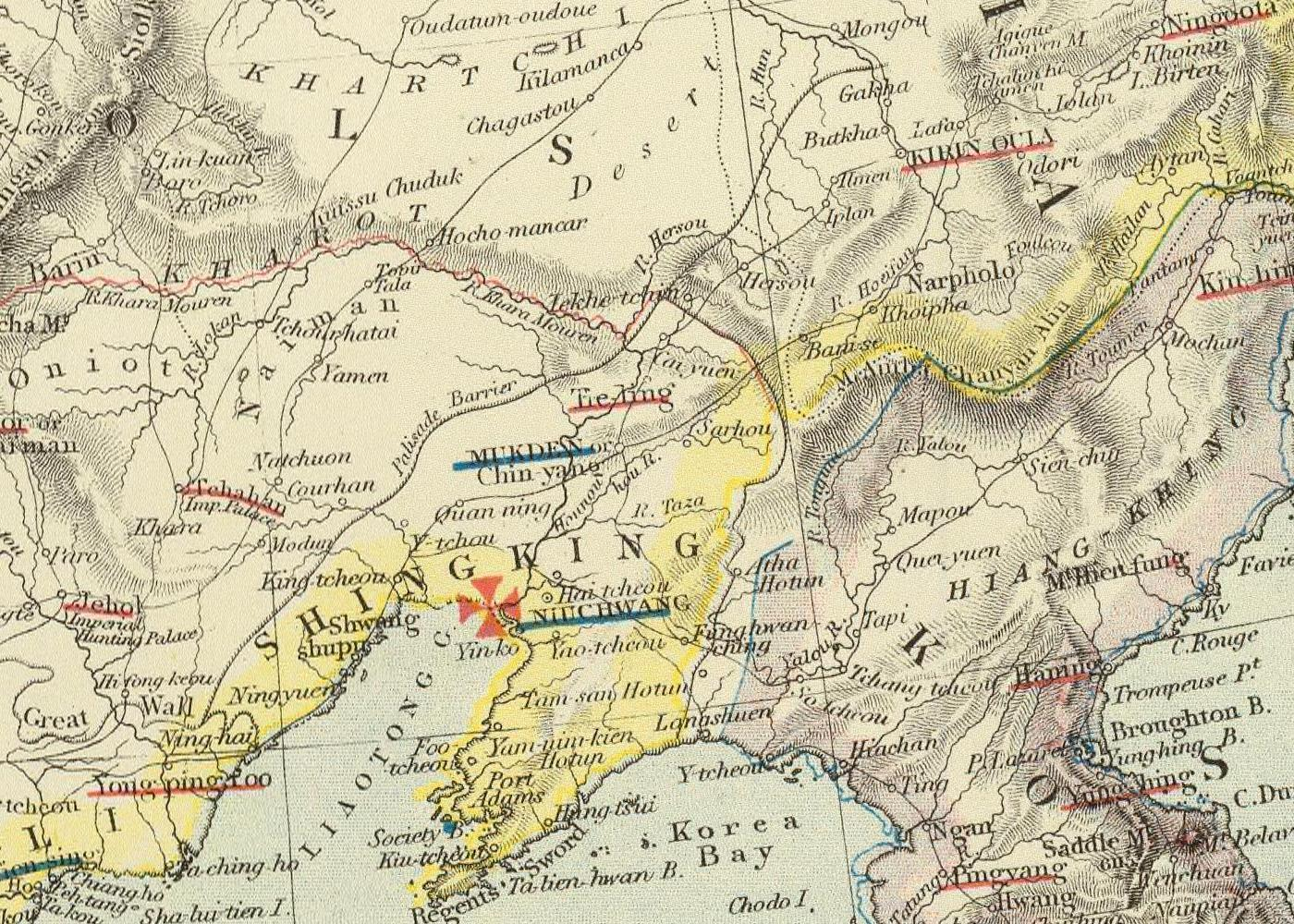
Die drei Sektionen der Weidenpalisade in einer Karte von 1883 (dünne schwarze mit aufgesetzten Stichen besetzte Linie in der Mitte des Ausschnitts)

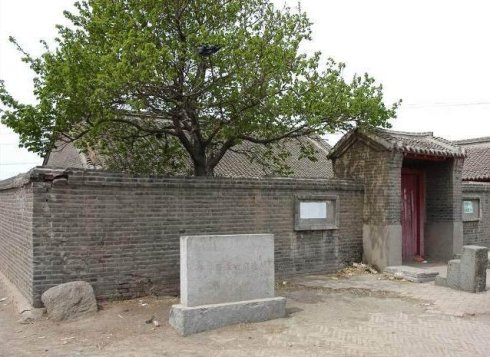
Rekonstruierter Grenzübergang

## Aufbau
Der Aufbau der Weidenpalisade war von Ort zu Ort sehr unterschiedlich, doch ein typischer Aufbau bestand aus zwei Erdwällen, die etwas höher und breiter als ein Meter waren und von einem 3,5 Meter tiefen und ebenso breiten Graben getrennt waren. Auf beiden Wällen wurden in geringen Abständen Weidenbäume gepflanzt (typischerweise 3 pro Meter) und deren Zweige miteinander verflochten.
Über alle Abschnitte der Weidenpalisade verteilt gab es insgesamt ungefähr zwanzig Grenzübergänge, die von kleinen Garnisonen bewacht wurden. Umfang und auch Standorte der Garnisonen änderten sich im Verlauf der Jahrhunderte, eine Angabe nennt 19 Grenzübergänge mit jeweils nur 50 Grenzsoldaten.
Ende des 19. Jahrhunderts waren an den meisten Stellen der Weidenpalisade nur noch ein Wall mit dem äußeren Graben vorhanden; danach wurde die Grenzanlage nicht länger gepflegt und ist dadurch heute nirgends mehr oberflächlich sichtbar. Am längsten erhalten blieben die westlichen Sektionen.

## Zweck
Anders als die chinesische Mauer war die Weidenpalisade nicht auf die Abwehr von Invasionen ausgelegt, sondern darauf, ethnische Han-Chinesen von der Mandschurei fernzuhalten. Nur Angehörige der Acht Banner durften in der Mandschurei (bzw. im heutigen Jilin und Heilongjiang) siedeln, jagen oder Ginseng sammeln. Entsprechend wurde die Passage der Weidenpalisade streng reglementiert und Chinesen mussten Genehmigungen einholen. Im Raum innerhalb der Weidenpalisade, in der ebenfalls von Nordasiaten geprägten Liaoning-Provinz, war die dauerhafte Präsenz ziviler Han-Chinesen dagegen erwünscht und wurde zeitweise sogar gefördert.
Der westliche und nördliche Abschnitt waren gleichzeitig dafür gedacht, ethnische Mongolen auf die Gebiete im Norden und Westen der Palisade zu beschränken; deren Ansiedlung war sowohl in der Mandschurei wie auch im Inneren China unerwünscht. So erklärt sich auch der Verlauf des nördlichen Abschnitts, der eine ungefähre Grenze zwischen den angestammten Siedlungsgebieten von Mongolen und Mandschu markierte.
Der östliche Teil der Palisade reichte bewusst nicht an den Grenzfluss Yalu heran, um eine Siedlung im Niemandsland an den fruchtbaren Ufern zu unterbinden.
Ihren symbolischen Zweck der Migrationskontrolle konnte die Weidenpalisade im ersten Jahrhundert durchaus erfüllen, sie war nicht dafür ausgelegt, militärische Durchstöße zu verhindern.

## Geschichte
Die Innerere Weidenpalisade entstand teilweise auf älteren Befestigungswerken, die bereits im 16. Jahrhundert von der Ming-Dynastie als Schutz vor den Mandschu errichtet wurden. Diese Bestandteile der Chinesischen Mauer waren vergleichsweise schwach ausgebaut, erlaubten beim Bau der Weidenpalisade aber, auf die Anpflanzung von Weiden zu verzichten. An anderen Stellen wurde bewusst darauf verzichtet, die bisherigen Grenzmauern zu verwenden, und die Weidenpalisade wurde jenseits der alten Liaodong-Mauern errichtet.
Mit dem Bau der ersten Teile der östlichen Palisade wurde mutmaßlich bereits um 1638 begonnen, kurz nachdem die Mandschu das Liaodong-Gebiet besetzt hatten. Der Bau der westlichen Palisade begann um 1648, nach der Machtübernahme durch Aisin Gioro Fulin in Peking. Die Errichtung der Inneren Weidenpalisade wurde wahrscheinlich in den 1660er bis spätestens Anfang der 1670er Jahre abgeschlossen. Zwischen 1676 und 1679 wurden in einem Erweiterungsprogramm mehrere Teile der westlichen Palisade neu errichtet und die Grenze um etwa 20 bis 30 Li Richtung Westen versetzt.
Die nördliche Äußere Weidenpalisade wurde ab ca. 1681 errichtet, daher auch ihre Bezeichnung als „neu“.
Die Migrationskontrolle war zunächst erfolgreich, und noch der Qianlong-Kaiser verbot 1740 bis 1776 ausdrücklich die Ansiedlung von Han-Chinesen in der Mandschurei. Danach ließ er angesichts von Dürren und Hungersnöten allerdings eine kontrollierte Migration zu und verkaufte Genehmigungen zur Ansiedlung, um finanzielle Engpässe zu überwinden. So kam es, dass in der Mandschurei in den 1780er Jahren 500.000 Hektar von Han bewirtschaftet wurden und in den 1800er Jahren Han die Mehrheit in den Städten stellten sowie in den 1840er Jahren sogar in der ganzen Provinz. Zwischen 1820 und 1860 wurde dann auch das bisherige Niemandsland am Yalu besiedelt.
Angesichts dieses regen Bevölkerungszustroms und von Schmugglern, für welche die Überwindung der Palisade kein großes Problem darstellte, verlor die Palisade bereits Mitte bis Ende des 18. Jahrhunderts an Bedeutung und verfiel zusehends. Dennoch waren die Grenztore noch bis in das Jahr 1920 bemannt und dienten der Erhebung von Zöllen, etwa auf Holz sowie auf die begehrten Ginsengwurzeln.
Andere Historiker sehen die Migrationskontrolle trotz der schwachen Befestigung und Bemannung als erfolgreich genug, um auszusagen, dass die Mandschurei dank dieser Maßnahme in den 1860er Jahren weiterhin dünn genug besiedelt war, um die russische Expansion in die Oblast Amur und die Region Primorje zu erlauben. In dem ungleichen Vertrag von Aigun musste die Qing-Dynastie diese Gebiete an Russland abtreten. In der Folgezeit war die Mandschurei umstritten zwischen Russland und Japan. Der japanische Reisende Inaba Iwakichi berichtete 1907, dass der Weidenbewuchs der Palisade wenige Jahre vorher während des Russisch-Japanischen Kriegs abgeholzt worden sei.